# Antony Lecointe
Antony Lecointe (Boulogne-sur-Mer, 5 oktober 1980) is een Franse voetballer (verdediger) die sinds 2000 voor de Franse tweedeklasser US Boulogne uitkomt.